# 190年
| 千纪： | 1千纪                                                                                           |
| 世纪： | 1世纪 \| 2世纪 \| 3世纪                                                                         |
| 年代： | 160年代 \| 170年代 \| 180年代 \| 190年代 \| 200年代 \| 210年代 \| 220年代                       |
| 年份： | 185年 \| 186年 \| 187年 \| 188年 \| 189年 \| 190年 \| 191年 \| 192年 \| 193年 \| 194年 \| 195年 |
| 纪年： | 庚午年（马年）；东汉初平元年                                                                    |

## 大事记
- 中國
  - 各地诸侯起兵反抗董卓，爆發關東聯軍討伐董卓之戰。
  - 董卓挾天子遷都長安。
  - 滎陽之戰，徐榮率領正在撤退的董卓軍在滎陽遭遇曹操追兵，曹操戰敗退回酸棗。

## 各国领袖

### 非洲
- 库施
  - 国王：
    1. Aritenyesbokhe（175年－190年）
    2. Amanikhareqerem（190年－200年）

### 亚洲
- 中国
  - 东汉：
    - 皇帝：汉献帝（189年－220年）
- 朝鲜
  - 百济：
    - 国王：肖古王（166年－214年）

  - 高句丽：
    - 国王：故国川王（179年－197年）

  - 新罗：
    - 国王：伐休尼师今（184年－196年）

### 欧洲
- 高加索伊比里亚
  - 国王：列夫一世（189年－216年）
- 罗马帝国
  - 皇帝：康茂德（177年－192年）

### 中东
- 奥斯若恩
  - 国王：Abgar IX（177年－212年）
- 安息
  - 国王：
    1. 沃洛吉斯四世（147年－191年）
    2. 奥斯罗埃斯二世（190年）

## 出生
- 應璩（252年逝世）62岁
- 馬謖

## 逝世
- 雅典那哥拉
- 漢後少帝劉辯（176年出生）14岁
- 荀爽（128年出生）62岁
- 衛茲